# Aníbal de Antón
Aníbal de Antón (San Pedro, 6 de julio de 1922-San Pedro, 23 de enero de 1990) fue un poeta argentino.

## Vida
Aníbal de Antón nació en un hogar humilde de la ciudad de San Pedro. Trabajó como pintor de brocha gorda y, al mismo tiempo, escribió poemas. Sus primeros versos fueron publicados en el diario local, El Imparcial. En 1955, es editado su libro Del barro a la Luna, con prólogo de Carlos Masgtronardi. En 1957 aparece Gorriones de humo y, en 1985, Alquilo soledades. Después de su muerte, Oda final a Carlitos y Aire de fueye. Ganó el premio "Certamen Nacional de Poesía", realizado en San Nicolás; el premio del "Ateneo Popular de la Boca", el "IV Certamen Literario Nacional Atilio Guirauda", en Arrecifes.

## Obra
Aníbal de Antón fue un poeta de los suburbios, de la gente humilde, de las costumbres cotidianas. Su poemas muestran una fina sensibilidad, sutileza, ironía, y la hondura de la palabra.